# ジーモン・フォン・シュタンプフェル

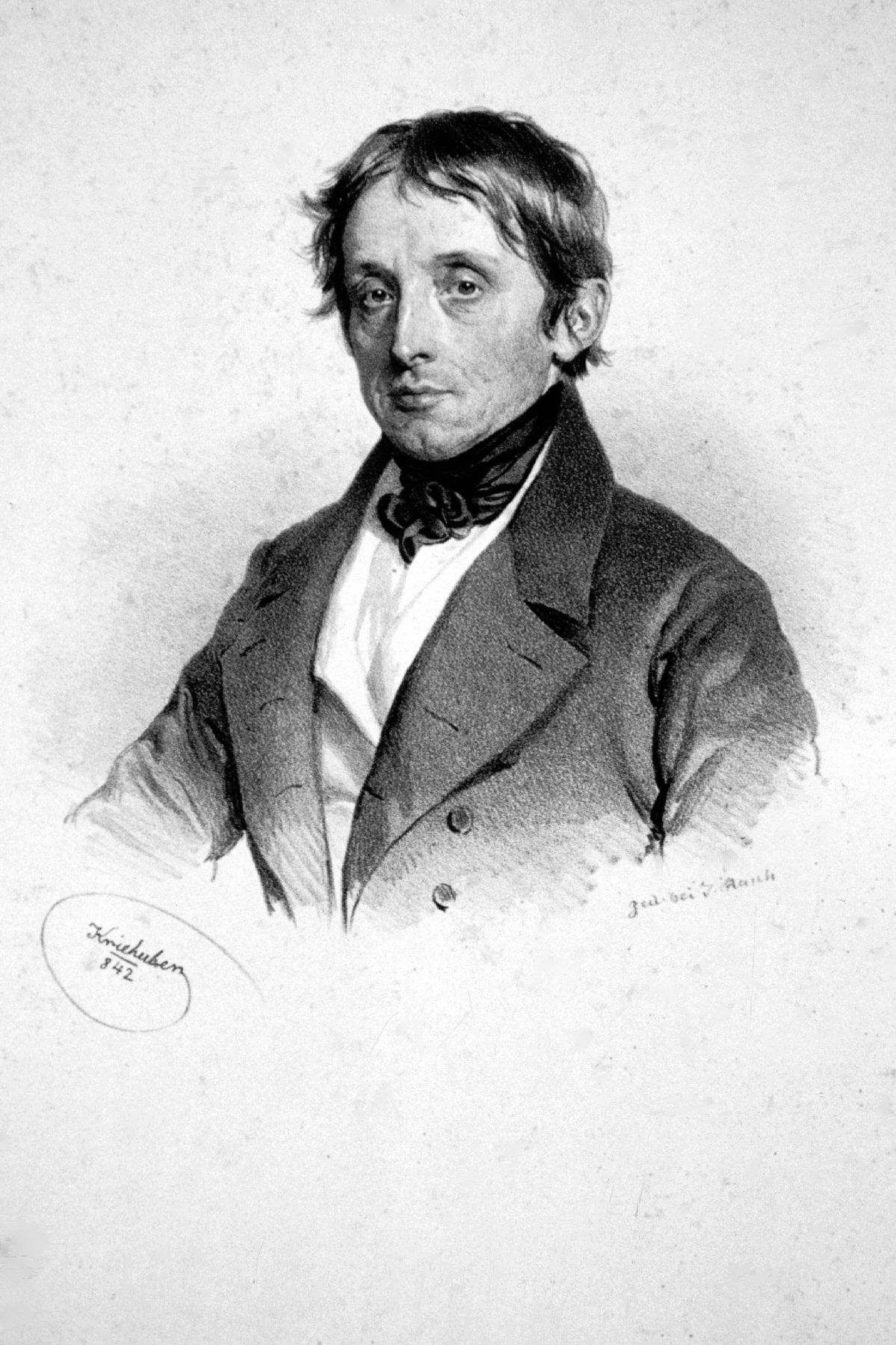
ジーモン・シュタンプフェル、ヨーゼフ・クリーフーバーによるリトグラフ、1842年

ジーモン・リッター・フォン・シュタンプフェル（Simon Ritter von Stampfer、1792年（別の情報源によれば1790年）10月26日 - 1864年11月10日、今日ではチロル州東チロルのマトライと呼ばれるザルツブルク大司教領ヴィンディッシュ＝マットライ生まれ、ウィーンで逝去）はオーストリア人数学者、測量士にして発明家。彼の発明でも最もよく知られているのは動く画像を見せるための最初の装置と主張していたストロボスコープディスクである。ほぼ同時期に、同様の装置がベルギー（フェナキストスコープ）やイギリス（デダレウム、一年後にゾエトロープ）で作られた。

## 生涯

### 生い立ちと教育
ジーモン・リッター・フォン・シュタンプフェルは織工バートルメ・シュタンプフェルの息子として東チロルのマトライで生まれた。1801年から地元の学校に通い、1804年にリエンツのフランシスコ中高等学校に転校し、1807年までそこで学んだ。哲学を学ぶためにザルツブルクのライセウムに赴いたが、受けいられなかった。
1984年にミュンヘンで国家試験に合格し、教師として採用された。しかしながら、数学、博物学、物理学、ギリシャ語の補助教員として勤めていたザルツブルクに留まることを選択した。その後、ライセウムに移り、初等数学、物理学、応用数学を教えた。1819年には教授に任命された。余暇には測地学の測定、天文観測、様々な高度での音速測定実験、気圧計を用いた実験を行った。シュタンプフェルは多数の天文測定機材が利用可能なクレムスミュンスターのベネディクト会修道院でしばし見かけられた。
1822年、シュタンプフェルはヨハンナ・ヴァグナーと結婚した。夫妻は1824年に娘（マリア・アロイジア・ヨハンナ）を、1825年に息子（アントン・ヨゼフ・ジーモン）を設けた。

### 最初の科学的および教育的な仕事
インスブルックでのいくつかの申請が却下された後、ザルツブルクで純粋数学の正教授に昇進した。しかし、ウィーン工科大学でも実用幾何学の学部長に昇進していた。フランツ・ヨゼフ・フォン・ガートナーの後任として1825年に移住した。実用幾何学のを教えていたが、物理学者や天文学者としても雇われていた。日食計算方法を考案した。
レンズを用いた天文学的な仕事と、レンズの精度と歪曲収差の影響について心配していた。このことが彼を錯視の分野へと導いた。1828年、望遠鏡の試験方法、レンズの接触円を決定するための測定方法やガラスの屈折・分散特性の測定法を開発した。高品質の光学製品の生産の理論的基盤に関する研究のために、色収差のないフラウンホーファー・レンズに注目した。

### 「ストロボスコープディスク」の開発

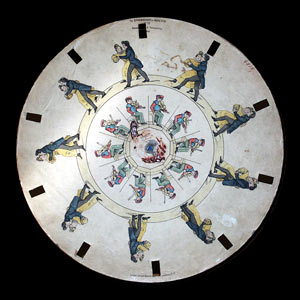
シュタンプフェルのストロボスコープディスクの一つ、1830年代

1832年にシュタンプフェルは Journal of Physics and Mathematics（『物理学および数学ジャーナル』）誌 を通じて、イギリスの物理学者マイケル・ファラデーによる歯車が急速に回転することで、人間の目が歯車の動きに追従できなる錯視の実験を知った。この実験に感銘を受け、自身も歯車と切り欠きを用いた実験を行った。これらの実験から最終的にシュタンプフェルディスク（「ゾイトロープ」、「ストロボスコープディスク」、「光学手品ディスク」、または単に「ストロボスコープ」とも呼ばれる）を開発した。これは円周に沿ってスリットが入ったものと、動きのある画像が描かれた2枚のディスクから構成されている。スリット入りディスクと画像ディスクを同軸上で回転させ、スリットを通して見ると連続して動く画像のような印象を与える。あるいは単一のディスクを鏡の前で買い手させても、スリットを通して鏡に映った画像を見ることができる。
ベルギーの科学者ジョゼフ・プラトーは非常によく似た装置をしばらくの間開発しており、最終的に1833年1月にベルギーの科学雑誌にのちに「ファンタスコープ」ないし「フェナキストスコープ」と呼ばれるものを発表した。プラトーは1836年にアイデアを得た正確な時期を述べるのは難しいと考えていたが、12月に初めて発明品の組み立てに成功したと述べている。同時期に自らの装置を発明したというシュタンプフェルの主張を信頼するとも述べている。シュタンプフェルとプラトーの両人は映画の創始者であると主張している。しかし、この栄誉を最も高く評価されているのはジョゼフ・プラトーである。

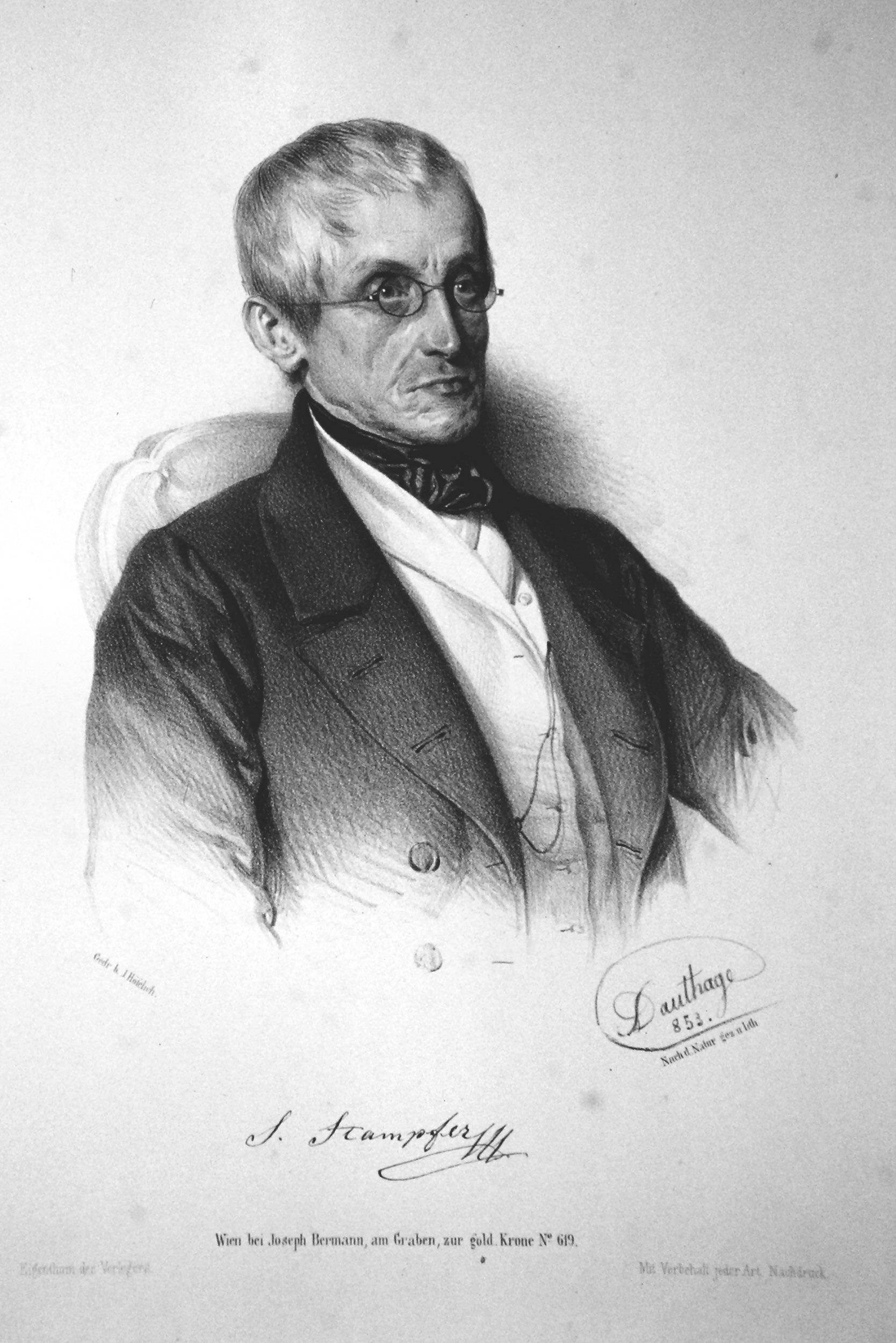
ジーモン・シュタンプフェル、アドルフ・ダウターゲによるリトグラフ、1853年

シュタンプフェルは1833年5月7日に自身の発明について帝国優先権第1920号を授与された：
第1920号　S.シュタンプフェル ウィーン帝国工科大学教授（ヴィーデン64番）、およびマシアス・トレンツェンスキー；本発明において、数学的、物理的な法則に従って、あらゆる種類の図形や色のついた形、一般的な絵を描く発明について、光線が絶えず中断されている間に、それらが何らかのメカニズムによって迅速に目の前に渡されると、最も多様な光学的な錯覚が、首尾一貫した動きと動作で目に現れるような方法で。この円盤を鏡に向けて素早く回転させると、鏡の中の動画が穴から覗く目に映り、車輪やハンマー、馬車の回転や風船の上昇など、あらゆる機械の動きだけでなく、人間や動物の様々な動作や動きが驚くほど表現される。また、同じ原理に従って、他の機械装置を用いて、より複雑な動作、例えば演劇のシーン、作業場などを、透明な絵と通常の方法で描かれた絵の両方で表現することができる。5月7日から2年間(Jb Polytechnic. Inst Vol 19, 406f., Zit. In )
この装置はウィーンの美術商「トレンツェンスキーおよびフィーヴェッヒ」によって開発され、発売された。初版は1833年5月に発売されたが、すぐに完売し、7月に改良版の第2版が発売された。
「ストロボスコープディスク」はオーストリア国外でも知られるようになり、ここから「ストロボ効果」という言葉が生まれた。